# Mathilde Prager

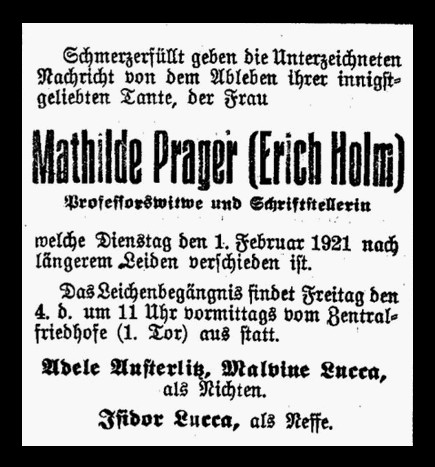
Pragers Todesanzeige

Mathilde Prager, Pseudonym Erich Holm, (* 3. Januar 1844 als Mathilde Lucca oder Lucka in Prag; † 1. Februar 1921 in Wien) war eine österreichische Literaturwissenschaftlerin, Erzählerin und Übersetzerin.

## Leben und Werken
Die Tochter des Marienbader Arztes Dr. Lucca, heiratete 1872 Prof. M. J. Prager und verwitwete bald. Sie lebte in Wien und arbeitete als Literaturkritikerin und Übersetzerin. Nach einigen Übersetzungen aus dem Englischen widmete Prager sich dem Skandinavischen und übersetzte vor allem die Werke des dänischen Literarhistorikers Georg Brandes sowie Die Leute auf Hemsö, Gläubiger (beide erschienen bei Reclam in Leipzig Ende der 1880er/Anfang der 1890er-Jahre), einen Novellenband sowie Der Küster auf Ranö (beide erschienen bei Schottlaender in Breslau 1890 und 1895) von August Strindberg.
Prager war Mitarbeiterin des Magazin für die Literatur des In- und Auslandes, für die Neue Freie Presse, Gegenwart, Neue Revue, Nation und andere. Zudem verfasste Prager eigene Novellen und Märchenspiele sowie literaturwissenschaftliche Schriften über Henrik Ibsens politisches Vermächtnis und Studien zu dessen letzten vier Dramen.

## Veröffentlichungen
- Mehrere Artikel als Erich Holm in Neues Frauenleben
- Strindberg, August: Gläubiger. Tragikomödie in 1 Aufzug. Deutsch von Erich Holm (etc.). Leipzig o. J. (Signatur der ÖNB: 410.411-A.Per.4103)
- Strindberg, August: Neue Novellen / Von A. Strindberg. Übers. von Erich Holm. Schottlaender, Breslau 1890 (Signatur der ÖNB: 1703481-B)
- Strindberg, August: Die Schlüssel des Himmelreichs oder Sanct Peters Wanderung auf Erden. Märchenspiel in 5 Akten. Autorisierte Übersetzung ... von Erich Holm. Bloch, Berlin 1893 (Signatur der ÖNB: 844.700-B)
- Strindberg, August: Der Küster auf Rånõ / Von A. Strindberg. Übers. von Erich Holm. Schottlaender, Breslau 1895
- Henrik Ibsens politisches Vermächtnis. Studien zu den vier letzten Dramen des Dichters von Erich Holm (pseud.). Wr. Verl., Wien 1906 (Signatur der ÖNB: 444.804-B)
- Henrik Ibsens politisches Vermächtnis. Studien zu den vier letzten Dramen des Dichters von Erich Holm. 2. Auflage. Xenien-Verlag, Leipzig 1910 (Signatur der ÖNB: 498.562-B)
- Brandes, Georg: Armand Carrel. Autorisierte Übersetzung von Erich Holm. Stuttgart und Berlin: J. G. Cotta’sche Buchhandlung Nachfolger 1913
- Brandes, Georg; Miniaturen. (ins Deutsche übertragen von Erich Holm (d. i. Mathilde Prager)). Erich Reiss, Berlin 1919 (Signatur der ÖNB: 531659-B)
- Brandes, Georg: Der Tragödie zweiter Teil. Der Friedensschluss. (ins Deutsche übertragen von Erich Holm (d. i. Mathilde Prager)). Gotha 1920 (Signatur der ÖNB: 531248-B.4)
- Strindberg, August: Der romantische Küster auf Ranö. Autorisierte Übersetzung von Erich Holm. Leipzig 1921 (Signatur der ÖNB: 508.637-B.Per.288)
- Strindberg, August: Schärenleute. Autorisierte Übertragung von Erich Holm. Leipzig 1921 (Signatur der ÖNB: 508.637-B.Per.332)
- Brandes, Georg: Goethe. (ins Deutsche übertragen von Erich Holm (d. i. Mathilde Prager) und Emilie Stein). 2. Auflage. Erich Reiss, Berlin 1922 (Signatur der ÖNB: 540984-B)
- Weitere Übersetzungen:
  - Jonas Lie: Thomas Ross und Ein Mahlstrom
  - Werner von Heidenstam: Endymion
  - Clara Tschudi: Eugenie, Kaiserin der Franzosen
  - August Strindberg: Die Leute auf Hemsö